# 大槻東巳
大槻 東巳（おおつき とうみ、1961年7月13日 - ）は、日本の物理学者。専門は、理論物理学・固体物理学・物性物理学。学位は、理学博士（東京大学・課程博士・1989年）。上智大学理工学部物理学科教授。
茨城県古河市出身。父は大槻義彦、妹は大槻奈那。また、名前の「東巳」は毛沢東に由来していると父である大槻義彦がブログで明かしている。

## 学歴
- 1977年 - 古河市立古河第一中学校卒業[要出典]後に俳優となる渡辺徹は同級生。

- 1980年 - 東京学芸大学教育学部附属高等学校卒業[要出典]
- 1980年 - 東京大学理科I類入学
- 1984年 - 東京大学理学部物理学科卒業　東京大学大学院理学系研究科物理学専攻修士課程入学
- 1986年 - 東京大学大学院理学系研究科物理学専攻修士課程修了　同博士課程進学
- 1989年 - 東京大学大学院理学系研究科物理学専攻博士課程修了　理学博士（東京大学）（学位論文「Electronic States and Current Distributions in the Quantum Hall Effect on Finite Cylinder（有限シリンダ-上の量子Hall効果における電子状態及び電流分布）」）

## 職歴
- 1988年 - 日本学術振興会特別研究員
- 1990年 - 大阪大学教養部助手
- 1992年 - 東邦大学理学部講師
- 1995年 - 上智大学理工学部物理学科助教授
- 2001年 - 上智大学理工学部物理学科教授

## 著作
- 『ビッグバン宇宙論は超えられるか . 不規則電子系の金属-絶縁体転移 . プラズマによる粒子加速』（共立出版社、2000年、坂井伸之・小方厚と共著）ISBN 9784320033870
- 『大学生のための基礎物理学―力学・熱学・電磁気学』（学術図書出版社、2011年） ISBN 9784780602593

## 学会活動
- 日本物理学会理事（2004年度[1]、2005年度[2]、2014年度[3]、2015年度[4]）